# TVXQ
TVXQ (chinesisch Tong Vfang Xien Qi, japanisch Tohoshinki, koreanisch Dong Bang Shin Ki – DBSK Die aufgehenden Götter des Ostens) ist eine fünfköpfige Boyband aus Südkorea. Sie wurde ähnlich wie BoA und Shinhwa bei einem Talentwettbewerb des südkoreanischen Labels SM Entertainment entdeckt und gilt als Begründer der zweiten K-Pop-Generation. 2008 erhielten sie einen Eintrag im Guinness-Buch der Rekorde für den größten Fanclub, namens Cassiopeia, mit 800.000 offiziellen Mitgliedern allein in Korea (Stand 2008).

## Bandgeschichte

### 2003–2005: Debüt
Am 26. Dezember 2003 lieferten TVXQ ihren ersten Auftritt in einer gemeinsamen Show von BoA und Britney Spears. Sie sangen ihre Debütsingle Hug und eine A-cappella-Version von O Holy Night mit BoA. Im Januar 2004 wurde ihre Debütsingle Hug veröffentlicht. Mit dem Verkauf von insgesamt 169.532 Kopien und dem 4. Platz in den Monatscharts wurde die Single eine der 14 bestverkauften Platten des Jahres. Ihre zweite Single The Way U Are (Juli 2004) stieg auf Platz 2 der Charts ein und wurde mit 214.069 verkauften Platten eine der 9 meistverkauften Platten des Jahres. TVXQ veröffentlichten das erste Album Tri-Angle im Oktober 2004. Es stieg gleich an der Spitze der Charts ein und platzierte sich mit 242.580 verkauften Kopien auf dem 8. Platz der Jahrescharts.
Im April 2005 debütierten TVXQ in Japan beim Avex-Tochterlabel Rhythm Zone mit der Single Stay with Me Tonight. Nachdem sie auch ihre zweite japanische Single Somebody to Love veröffentlicht hatten, kehrten sie nach Südkorea zurück und veröffentlichten ihr zweites koreanisches Album Rising Sun. Rising Sun belegte sofort die Spitze der Charts und wurde mit 222.472 Kopien eine der vier meistgekauften Platten 2005. TVXQ schlossen das Jahr mit ihrer dritten japanischen Single My Destiny und zusammen mit Super Junior, die auch bei SM Entertainment unter Vertrag sind, mit der koreanischen Single Show Me Your Love ab. Letztere war sofort Spitzenreiter der Charts und landete mit 49.945 Kopien auf Platz 35 der Jahrescharts. Am Ende des Jahres erhielten TVXQ beim Mnet KM Music Video Festival 2005 den „Best Music Video Award“ für Rising Sun und den „People’s Choice Award“.

### 2006–2007: Vormarsch in Asien
2006 begannen TVXQ ihre erste internationale Tour, die Rising Sun 1st Asia Tour. Stationen waren neben Südkorea unter anderem China, Thailand und Malaysia, was sie zu den ersten koreanischen Künstlern überhaupt machte, die in Malaysia ein Konzert gaben. Im März veröffentlichte die Band ihre vierte japanische Single "Asu wa Kuru Kara" (明日は来るから) und wenig später ihr erstes japanisches Album Heart, Mind and Soul. Das Album stieg mit 9.554 verkauften Kopien auf Platz 25 der wöchentlichen Oricon-Charts ein. Ihre fünfte japanische Single "Rising Sun/Heart, Mind and Soul" einen Monat später stieg auf Platz 22 der Oricon-Single-Charts ein. Um ihr Album zu promoten, hielten TVXQ ihre erste Japan-Tour 1st Live Tour 2006: Heart, Mind and Soul von Mai bis Juni. TVXQ veröffentlichten zwei weitere japanische Singles, "Begin" und "Sky". Letztere stieg auf Platz 6 der Charts ein und war somit die erste Single der Gruppe, die es in die Top Ten der Oricon-Charts brachte. Im Sommer 2006 traten TVXQ zum ersten Mal beim alljährlichen Open-Air-Festival von Avex A-Nation auf.
Mit ihrem dritten koreanischen Album "O"-Jung.Ban.Hap. ("O"-正.反.合., wörtlich "O"-These.Antithese.Synthese) (September 2006) nahmen sie ihre koreanischen Aktivitäten wieder auf. Wie ihre zwei vorherigen Alben, sprang auch "O"-Jung.Ban.Hap. mit 349.317 verkauften Kopien auf die Spitze der Charts und wurde zur meistgekauften Platte 2006. Zwei Monate nach der Veröffentlichung von "O"-Jung.Ban.Hap brachte die Gruppe ihre achte japanische Single "Miss You/"O" – Sei-Han-Gō" (miss you/"O"-正・反・合) heraus und schaffte es auf Platz 3 der Oricon-Charts, was sie zum ersten Top-5-Hit der Band machte. Beim MKMF Music Festival 2006 erhielten TVXQ insgesamt vier Awards: "Best Artist of the Year", "Best Group", "Mnet.com" und "Mnet Plus Mobile People’s Choice Award". Auf dem 16. Music Seoul Festival gewannen TVXQ drei Awards, mit dabei ein "Daesang" Award. Bei den 21. Golden Disk Awards 2006 bekamen TVXQ dann sowohl noch einen "Daesang" als auch den begehrten "Bonsang". Auch bei den SBS Gayo Awards 2006 bekamen TVXQ jeweils einen "Daesang" und einen "Bonsang".
Das Jahr 2007 begannen TVXQ mit ihrer japanischen Single "Step by Step" und ihrer zweiten ausverkauften internationalen Tour The 2nd Asia Tour Concert 'O' . Stationen waren Seoul, Taipei, Bangkok, Kuala Lumpur, Schanghai und Peking. Im März veröffentlichten TVXQ ihre zehnte japanische Single "Choosey Lover" und ihr zweites japanisches Album Five in the Black. Beide waren in den Top 10 ihrer jeweiligen Charts, die Single auf Platz 9, das Album auf Platz 10. Im Mai nahm die Band an den MTV Video Music Awards Japan teil und gewann den "Best Buzz Asia in Korea"-Award für ihr Album "O"-Jung.Ban.Hap. Bis zum Ende des Jahres 2007 veröffentlichten TVXQ fünf weitere Singles: "Lovin’ You", "Summer: Summer Dream / Song for You / Love in the Ice", "Shine / Ride On", "Forever Love" und "Together". "Summer: Summer Dream / Song for You / Love in the Ice" erreichte Platz 2 der Oricon Weekly Charts, was sie zu diesem Zeitpunkt zur bestplatzierten japanischen Single der Gruppe machte. Zusammen mit Labelkollegin Kumi Koda nahmen TVXQ die Single "Last Angel" auf, die als Titelsong für Resident Evil: Extinction genutzt wurde.

### Ab 2008: Steigender Erfolg in Japan und Rückkehr nach Südkorea

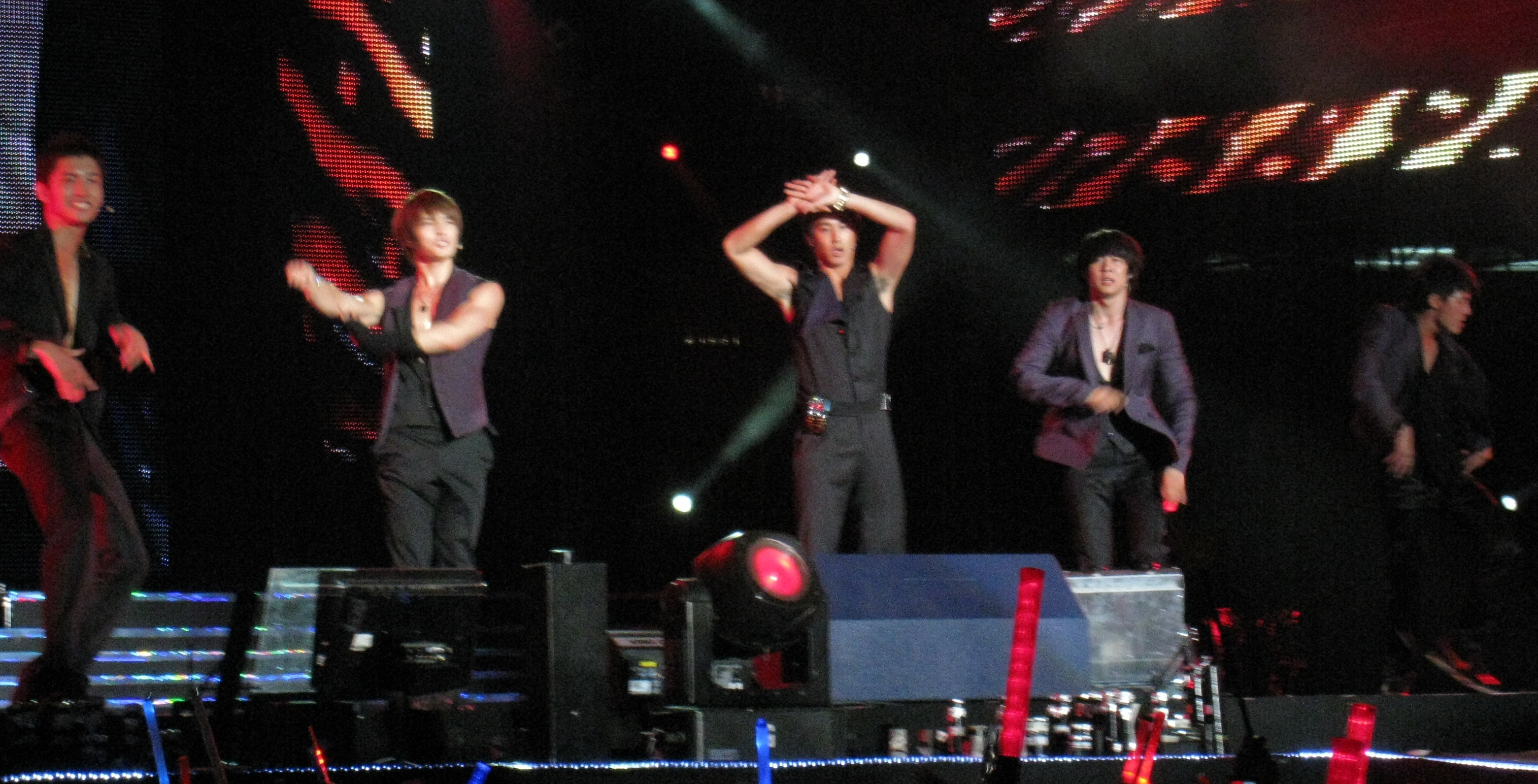
TVXQ live at SM Town Live in Bangkok

TVXQ veröffentlichten ihre 16. japanische Single Purple Line am 16. Januar 2008. Diese stieg auf Platz 1 der Oricon Daily Charts ein, was sie zum ersten Nummer-1-Hit der Band machte. Einige Zeit später kam ihr drittes japanisches Album T auf den Markt, das auf Platz 4 der Oricon Weekly Album Charts einstieg. THSKs Plattenlabel Rhythm Zone kündete das Trick-Projekt an: ein Projekt, bei dem fünf Singles nacheinander in sechs Wochen (Februar bis März) veröffentlicht werden sollten. Jede dieser fünf Singles enthält ein Solo eines Bandmitgliedes und greift beim Titeltrack ein Thema des Liedes Trick auf. Im April veröffentlichten THSK dann ihre 23. Single Beautiful You / Sennen Koi Uta. Die Single wurde ein weiterer Nummer-1-Hit der Band und machte sie zu der ersten nicht-japanischen Band mit zwei Nummer-1-Hits. Damit hatten sie den vor 24 Jahren aufgestellten Rekord von Ou-Yang Fei Fei gebrochen.
Am 12. Juni beendeten TVXQ ihre seit dem 23. Februar 2007 laufende '2nd Asia Tour' in Peking. Nach dem erfolgreichen Abschluss ihrer Tour veröffentlichten THSK ihre 24. Single: Dōshite Kimi o Suki ni Natte Shimattandarō? Die Single toppte wie auch ihre vorhergegangenen Singles die Oricon-Charts und machte TVXQ zu den ersten ausländischen Künstlern mit drei Nummer-eins-Hits aller Zeiten. Auch 2008 waren sie beim beliebten A-Nation-Festival dabei und traten an der Seite von Größen wie Ayumi Hamasaki oder Koda Kumi auf. Im August kehrten TVXQ zurück nach Südkorea um am SMTown Live ’08 teilzunehmen. Hier spielten sie mit Labelkollegen BoA, Cheon Sang Ji Hee the Grace, Zhang Liyin, Girls’ Generation, Shinee oder Super Junior.
Das vierte koreanische Album Mirotic sollte am 24. September erscheinen und das große Comeback nach fast zwei Jahren Pause in Korea bilden. Durch die immense Zahl der Vorbestellungen kam es jedoch zu zwei Tagen Verzögerung. Auch nach der langen Schaffenspause gelang es ihnen mit Mirotic die Charts mit 307.974 verkauften Kopien zu toppen. Im Januar 2009 beliefen sich die verkaufte Plattenzahl auf 502.837, was Mirotic zum ersten koreanischen Album seit sechs Jahren machte, welches die 500.000-Schwelle überschritten hatte und ein überaus erfolgreiches Comeback der fünf Koreaner belegte. Im Oktober veröffentlichten TVXQ Jumon: Mirotic, die japanische Version des gleichnamigen koreanischen Titelsongs. Die Single toppte auch in Japan die Oricon-Charts und brach somit den Rekord, den die Band mit ihrer letzten Single gelegt hatten. Am 31. Januar 2008 nahmen TVXQ am Kōhaku Uta Gassen teil, einer äußerst renommierten Musiksendung in Japan, die nur mit der Creme-de-la-Creme der japanischen Musikszene bestückt ist. TVXQ war die erste koreanische Band überhaupt, der die Ehre zuteilwurde, an dieser alljährlich stattfindenden Show teilzunehmen.
Den Januar 2009 begannen TVXQ mit ihrer 25. Single Bolero/Kiss the Baby Sky/Wasurenaide, welche auch wieder Platz 1 der Oricon-Charts für sich beanspruchte. Im März veröffentlichten sie ihre 26. Single Survivor und ihr 4. japanisches Album The Secret Code, welches auf Platz 2 der Albumcharts einstieg. Survivor erklomm den 3. Platz der Oricon-Charts und somit endete vorerst ihr Rekord. Am 22. April 2009 brachten sie ihre 27. Single Share the World/We Are! heraus, welche als neues Opening des Animes One Piece bekannt wurde und ihnen den 1. Platz der Charts einbrachte. Ihre am 1. Juli herausgebrachte 28. Single, Stand by U, hat bis zum 6. Juli schon über 300.000 Kopien verkauft, genau wie ihr 4. japanisches Album. Um ihr Triple Three der Musikszene noch zu vervollkommnen, haben sie mit ihrer im Mai angefangenen 東方神起 4th Live Tour 2009 The Secret Code über 300.000 Musikliebhaber angelockt. Ihre letzte Station hierfür war im Tokyo Dome in Tokio.
Nach Veröffentlichung ihres Best-of-Albums und der 30. Single 時ヲ止メテ/Toki wo Tomete gab die Band am 3. April bekannt, dass sie alle Aktivitäten in Japan einstellen und sich die fünf Mitglieder ihren Solokarrieren widmen werden. Überraschend wurde jedoch bereits am 15. April berichtet, dass drei Mitglieder – Jaejoong, Yuchun und Junsu – eine neue Gruppe bilden, mit welcher sie bereits im Juni sowohl im Kyocera DOME in Osaka als auch im Tokyo DOME auftraten. Es soll sich dabei nicht nur um begrenztes Projekt handeln, sondern die zukünftige Formation der Band darstellen.
Im November 2010 erscheint der Film Kimi ga Odoru Natsu, zu dem Tohoshinki den Titelsong besteuerten, welcher bereits im Juli als DVD-Version inklusive einer Kinokarte verkauft wurde, auch wenn eine Singleveröffentlichung nicht geplant ist.
Im August 2010 wurde bekannt, dass Junsu, Jaejoong und Yuchun, die sich nach der Einstellung ihrer Aktivitäten bei Tohoshinki als Gruppe JYJ zusammengefunden hatten, in Japan ein Album herausbringen werden.

## Aktuelle Bandmitglieder
| Künstlername | Geburtsname             | Geburtsdatum (Alter)  | Geburtsort | Position | Status | Anmerkung                                                |
| ------------ | ----------------------- | --------------------- | ---------- | -------- | ------ | -------------------------------------------------------- |
| U-Know       | Jung Yun-ho (정윤호)    | 6. Februar 1986 (33)  | Gwangju    | Leader   | Aktiv  | Eingezogen am 21. Juli 2015 (Dienstdauer 21 Monate)      |
| Max          | Shim Chang-min (심창민) | 18. Februar 1988 (31) | Seoul      | Sänger   | Aktiv  | Eingezogen am 19. November 2015 (Dienstdauer: 21 Monate) |

### Ehemalige Mitglieder
| Künstlername | Geburtsname            | Geburtsdatum      | Geburtsort  | Position | Anmerkung                                         |
| ------------ | ---------------------- | ----------------- | ----------- | -------- | ------------------------------------------------- |
| Hero         | Kim Jae-joong (김재중) | 26. Januar 1986   | Gongju      | Sänger   | Aktiv (2003–2009) (inzwischen Mitglied bei JYJ)   |
| Micky        | Park Yoo-chun (박유천) | 4. Juni 1986      | Seoul       | Sänger   | Aktiv (2003–2009) (war bis 2019 Mitglied bei JYJ) |
| Xiah         | Kim Jun-su (김준수)    | 15. Dezember 1986 | Gyeonggi-do | Sänger   | Aktiv (2003–2009) (inzwischen Mitglied bei JYJ)   |

## Soloprojekte der Bandmitglieder
- Hero Kim JaeJoong
  - "Insa" ("Greeting," Hangeul: "인사") featured on A Millionaire’s First Love OST.
  - Featured in TSZX the Grace ’s "Just for One Day".
  - "Maze" (Japanisches Solo)
  - Model für das Non-No Magazine, Photoshoot, im Februar 2008 (Japan)
  - Komponierte "Kissしたまま、さよなら" für T mit Yoochun
  - Komponierte Don’t Cry My Lover (Mirotic Album Version C)
  - Komponierte Wasurenaide
  - Komponierte Colors – Melody & Harmony mit Yoochun
  - Komponierte Shelter mit Junsu

- Xiah Kim JunSu
  - Featured in Jang Ri In’s "Timeless".
  - "Beautiful Thing" featured on Vacation OST
  - "My Page" (Selbst komponiert: 2nd Live Concert 'O')
  - "Rainy Night" (Selbst komponiert: Japanisches Solo)
  - AnyBand (Gegründet von Samsung für die Handyserie Anycall): "TPL (Talk, Play, Love)," "Promise U," "Daydream"
  - Schrieb Afterglow
  - Komponierte Shelter mit Jaejoong
  - "Flower", Song und MV

- Micky Park YooChun
  - Gast-Schauspieler in „Nonstop 6 (Rainbow Romance)“
  - "Yeowoobi" ("Like Weather/ fox rain" Hangeul: "여우비") [Selbst komponiert]
  - Spielt in Magolpi’s debut Musikvideo "Bihaeng Sohnyuh" ("Young Girl Delinquent," Hangeul: "비행소녀") mit
  - Komponierte/Schrieb "Holding Back The Tears" (Vacation OST)
  - Komponierte/Schrieb "My Girlfriend" (Japanisches Solo)
  - Komponierte "Evergreen" 2007 WINTER SMTOWN – ONLY LOVE
  - Komponierte/Schrieb "Kissしたまま、さよなら" für T mit Jaejoong
  - Komponierte Love Bye Love (Mirotic Album Version C)
  - Komponierte Kiss the Baby Sky
  - Komponierte Colors – Melody & Harmony mit Jaejoong
  - Schrieb den Rap für Shelter

- U-Know Jung YunHo
  - "Spokesman" mit Dong Hae von Super Junior (Selbst komponiert: 2nd Live Concert 'O')
  - Rapped in Dana (Korea)|Dana’s "Diamond"
  - "Crazy Life" (Japanisches Solo)
  - "Checkmate" (Japanisches Solo)

- Max Shim ChangMin
  - "Wild Soul" (Japanisches Solo)
  - Pinky Magazine Photoshoot (Model)
  - Schrieb lyrics für "Evergreen" 2007 Winter Smtown – Only Love
  - Model für das Non-No Magazine, Photoshoot, im Februar 2008 (Japan)

## Diskografie

### Alben
| Jahr                 | Titel                                                                         | Höchstplatzierung, Gesamtwochen, AuszeichnungChartplatzierungen (Jahr, Titel, Platzierungen, Wochen, Auszeichnungen, Anmerkungen) | Höchstplatzierung, Gesamtwochen, AuszeichnungChartplatzierungen (Jahr, Titel, Platzierungen, Wochen, Auszeichnungen, Anmerkungen) | Anmerkungen                                                                          |
| Jahr                 | Titel                                                                         | KR | JP | Anmerkungen                                                                          |
| -------------------- | ----------------------------------------------------------------------------- | --- | --- | ------------------------------------------------------------------------------------ |
| Südkoreanische Alben |                                                                               | | |                                                                                      |
|                      |                                                                               | | |                                                                                      |
| 2004                 | Tri-Angle a                                                                   | KR21 (27 Wo.)KR | JP93 (5 Wo.)JP | Erstveröffentlichung: 13. Oktober 2004 Verkäufe KR: + 310.130                        |
| 2004                 | The Christmas Gift from TVXQ a                                                | KR6 (38 Wo.)KR | — | Erstveröffentlichung: 6. Dezember 2004 Verkäufe KR: + 68.888                         |
| 2005                 | Rising Sun a                                                                  | KR34 (33 Wo.)KR | — | Erstveröffentlichung: 12. September 2005 Verkäufe KR: + 294.781                      |
| 2006                 | The 1st Live Concert Album: Rising Sun a                                      | KR13 (8 Wo.)KR | — | Erstveröffentlichung: 12. Juni 2006 Verkäufe KR: + 31.862                            |
| 2006                 | Vacation – Original Soundtrack a                                              | KR19 (15 Wo.)KR | — | Erstveröffentlichung: 28. Juli 2006 Verkäufe KR: + 23.659                            |
| 2006                 | "O"-Jung.Ban.Hap. a                                                           | KR5 (145 Wo.)KR | — | Erstveröffentlichung: 29. September 2006 Verkäufe KR: + 410.796                      |
| 2007                 | The 2nd Asia Tour Concert Album "O" a                                         | KR9 (12 Wo.)KR | — | Erstveröffentlichung: 18. Juni 2007 Verkäufe KR: + 24.904                            |
| 2008                 | Mirotic a                                                                     | KR10 (119 Wo.)KR | — | Erstveröffentlichung: 26. September 2008 Verkäufe KR: + 556.606                      |
| 2009                 | The 3rd Asia Tour Concert Mirotic a                                           | KR4 (27 Wo.)KR | — | Erstveröffentlichung: 30. Juli 2009                                                  |
| 2011                 | Keep Your Head Down                                                           | KR1 (26 Wo.)KR | JP4 (14 Wo.)JP | Erstveröffentlichung: 5. Januar 2011 Verkäufe KR: + 327.120, JP: 51.940              |
| 2011                 | Before U Go                                                                   | KR1 (40 Wo.)KR | — | Erstveröffentlichung: 5. Januar 2011; Wiederveröffentlichung von Keep Your Head Down |
| 2012                 | Catch Me                                                                      | KR1 (34 Wo.)KR | — | Erstveröffentlichung: 24. September 2012 Verkäufe KR: + 356.208, JP: 69.090          |
| 2012                 | Humanoids                                                                     | KR1 (42 Wo.)KR | — | Erstveröffentlichung: 26. November 2012; Wiederveröffentlichung von Catch Me         |
| 2014                 | Tense                                                                         | KR1 (14 Wo.)KR | — | Erstveröffentlichung: 6. Januar 2014 Verkäufe KR: + 307.537, JP: 51.572              |
| 2014                 | Spellbound                                                                    | KR2 (18 Wo.)KR | — | Erstveröffentlichung: 27. Februar 2014; Wiederveröffentlichung von Tense             |
| 2014                 | The 4th World Tour "Catch Me" Live Album                                      | KR3 (8 Wo.)KR | — | Erstveröffentlichung: 22. Mai 2014 Verkäufe KR: + 28.106, JP: 16.489                 |
| 2015                 | Rise as God                                                                   | KR1 (9 Wo.)KR | — | Erstveröffentlichung: 20. Juli 2015 Verkäufe KR: + 181.625, JP: 34.396               |
| 2018                 | New Chapter #1: The Chance of Love                                            | KR1 (18 Wo.)KR | — | Erstveröffentlichung: 28. März 2018 Verkäufe KR: + 146.354, JP: 12.519               |
| 2018                 | New Chapter #2: The Truth of Love                                             | KR2 (5 Wo.)KR | — | Erstveröffentlichung: 26. Dezember 2018 Verkäufe KR: + 111.083, JP: 12.960           |
| 2023                 | 20&2                                                                          | KR3 (5 Wo.)KR | — | Erstveröffentlichung: 26. Dezember 2023 Verkäufe KR: + 109.621, JP: 3.402            |
| Japanische Alben     |                                                                               | | |                                                                                      |
|                      |                                                                               | | |                                                                                      |
| 2004                 | Heart, Mind and Soul a                                                        | KR68 (1 Wo.)KR | JP25 (54 Wo.)JP | Erstveröffentlichung: 23. März 2006 Verkäufe JP: + 59.055, KR: 31.366                |
| 2007                 | Five in the Black                                                             | — | JP10 Gold · (66 Wo.)JP | Erstveröffentlichung: 14. März 2007 Verkäufe JP: + 86.677, KR: 28.484                |
| 2007                 | Non-stop Mix Vol. 1                                                           | — | — | Erstveröffentlichung: 24. Oktober 2007                                               |
| 2008                 | T                                                                             | — | JP4 Gold · (95 Wo.)JP | Erstveröffentlichung: 23. Januar 2008 Verkäufe JP: + 158.524, KR: 30.689             |
| 2009                 | 090325 4th Album "The Secret Code" Pre-release Special Mini Album + α         | — | — | Erstveröffentlichung: 28. Februar 2009                                               |
| 2009                 | The Secret Code                                                               | — | JP2 Platin · (61 Wo.)JP | Erstveröffentlichung: 25. März 2009 Verkäufe JP: + 317.314, KR: 28.000               |
| 2010                 | Best Selection 2010                                                           | KR1 (5 Wo.)KR | JP1 ×2Doppelplatin · (70 Wo.)JP                                                                                                   | Erstveröffentlichung: 17. Februar 2010 Verkäufe JP: + 569.530, KR: 21.089            |
| 2010                 | Non-stop Mix Vol. 2                                                           | — | JP3 (10 Wo.)JP | Erstveröffentlichung: 24. März 2010 Verkäufe JP: + 50.860                            |
| 2010                 | Premium Classic Collection                                                    | — | — | Erstveröffentlichung: 24. März 2010 Verkäufe JP: + 10.150                            |
| 2010                 | Complete Single A-Side Collection                                             | KR8 (2 Wo.)KR | JP3 Gold · (16 Wo.)JP | Erstveröffentlichung: 30. Juni 2010 Verkäufe JP: + 106.265, KR: 3.729                |
| 2010                 | Single B-Side Collection                                                      | KR7 (3 Wo.)KR | JP4 (13 Wo.)JP | Erstveröffentlichung: 30. Juni 2010 Verkäufe JP: + 100.729, KR: 2.978                |
| 2010                 | Complete Set Limited Box                                                      | — | — | Erstveröffentlichung: 30. Juni 2010                                                  |
| 2010                 | Tohoshinki Live CD Collection ~Heart, Mind and Soul~                          | — | — | Erstveröffentlichung: 15. Dezember 2010 Verkäufe JP: + 95.096                        |
| 2010                 | Tohoshinki Live CD Collection ~Five in the Black in Nippon Budokan 1 Nichime~ | — | — | Erstveröffentlichung: 15. Dezember 2010 Verkäufe JP: + 163.856                       |
| 2010                 | Tohoshinki Live CD Collection ~T~                                             | — | — | Erstveröffentlichung: 15. Dezember 2010 Verkäufe JP: + 204.127                       |
| 2010                 | Tohoshinki Live CD Collection ~The Secret Code~ Final in Tokyo Dome           | — | — | Erstveröffentlichung: 15. Dezember 2010 Verkäufe JP: + 304.203                       |
| 2011                 | Tone                                                                          | KR4 (3 Wo.)KR | JP1 Platin · (45 Wo.)JP | Erstveröffentlichung: 28. September 2011 Verkäufe JP: + 331.600, KR: 11.765          |
| 2013                 | Time                                                                          | KR6 (2 Wo.)KR | JP1 Platin · (25 Wo.)JP | Erstveröffentlichung: 6. März 2013 Verkäufe JP: + 298.389, KR: 16.229                |
| 2013                 | Tohoshinki Live Tour 2013 ~ Time ~                                            | — | JP1 (25 Wo.)JP | Erstveröffentlichung: 23. Oktober 2013 Verkäufe JP: + 184.552                        |
| 2013                 | Tohoshinki Live Tour 2013 ~Time~ in Nissan Stadium                            | — | JP1 (25 Wo.)JP | Erstveröffentlichung: 18. Dezember 2013 Verkäufe JP: + 133.069                       |
| 2014                 | Tree                                                                          | KR15 (1 Wo.)KR | JP1 Platin · (18 Wo.)JP | Erstveröffentlichung: 5. März 2014 Verkäufe JP: + 265.013, KR: 33.644                |
| 2014                 | With                                                                          | KR7 (2 Wo.)KR | JP1 Platin · (18 Wo.)JP | Erstveröffentlichung: 17. Dezember 2014 Verkäufe JP: + 266.824, KR: 2.206            |
| 2016                 | Two of Us                                                                     | — | JP2 (5 Wo.)JP | Erstveröffentlichung: 5. Oktober 2016 Verkäufe JP: + 30.638                          |
| 2017                 | Fine Collection: Begin Again                                                  | — | JP1 Gold · (20 Wo.)JP | Erstveröffentlichung: 25. Oktober 2017 Verkäufe JP: + 167.259                        |
| 2018                 | Tomorrow                                                                      | — | JP1 Gold · (17 Wo.)JP | Erstveröffentlichung: 19. September 2018 Verkäufe JP: + 153.262                      |
| 2019                 | XV                                                                            | — | JP1 Gold · (15 Wo.)JP | Erstveröffentlichung: 16. Oktober 2019 Verkäufe JP: + 184.201                        |
| 2022                 | Epitaph                                                                       | — | JP3 (17 Wo.)JP | Erstveröffentlichung: 16. März 2022 Verkäufe JP: + 45.808                            |
| 2024                 | Zone                                                                          | — | JP5 (16 Wo.)JP | Erstveröffentlichung: 6. November 2024                                               |

grau schraffiert: keine Chartdaten aus diesem Jahr verfügbar

### Singles
| Jahr                   | Titel Album                                                  | Höchstplatzierung, Gesamtwochen, AuszeichnungChartplatzierungen (Jahr, Titel, Album, Platzierungen, Wochen, Auszeichnungen, Anmerkungen) | Höchstplatzierung, Gesamtwochen, AuszeichnungChartplatzierungen (Jahr, Titel, Album, Platzierungen, Wochen, Auszeichnungen, Anmerkungen) | Anmerkungen |
| Jahr                   | Titel Album                                                  | KR | JP | Anmerkungen |
| ---------------------- | ------------------------------------------------------------ | --- | --- | --- |
| Südkoreanische Singles |                                                              | | | |
|                        |                                                              | | | |
| 2004                   | Hug a Tri-Angle                                              | KR12 (24 Wo.)KR | JP77 (5 Wo.)JP | Erstveröffentlichung: 14. Januar 2004 Verkäufe KR: + 238.819, JP: 4.710 |
| 2004                   | The Way U Are a Tri-Angle                                    | KR68 (2 Wo.)KR | — | Erstveröffentlichung: 24. Juni 2004 Verkäufe KR: + 300.588 |
| 2005                   | Hi Ya Ya (여름날) a –                                        | KR45 (23 Wo.)KR | — | Erstveröffentlichung: 23. Juni 2005 Verkäufe KR: + 81.978 |
| 2005                   | Show Me Your Love a –                                        | KR28 (15 Wo.)KR | — | Erstveröffentlichung: 15. Dezember 2005 Verkäufe KR: + 66.898 TVXQ & Super Junior |
| 2006                   | Fighting Spirit of Dong Bang (Fighting Spirit of the East) – | — | — | Erstveröffentlichung: 1. Juni 2006 Verkäufe KR: + 25.598 2006 World Cup Korean Official Image Song |
| 2008                   | Mirotic                                                      | — | — | Erstveröffentlichung: 2008 Verkäufe KR: + 4.173.225 |
| 2011                   | Keep Your Head Down                                          | KR5 (11 Wo.)KR | — | Erstveröffentlichung: 2011 Verkäufe KR: + 1.391.468 |
| 2011                   | Before U Go                                                  | KR15 (5 Wo.)KR | — | Erstveröffentlichung: 2011 Verkäufe KR: + 489.503 |
| 2012                   | Catch Me                                                     | KR16 (7 Wo.)KR | — | Erstveröffentlichung: 2012 Verkäufe KR: + 594.124 |
| 2012                   | Humanoids                                                    | KR32 (2 Wo.)KR | — | Erstveröffentlichung: 2012 Verkäufe KR: + 157.915 |
| 2014                   | Something Tense                                              | KR4 (7 Wo.)KR | — | Erstveröffentlichung: 2014 Verkäufe KR: + 564.880 |
| 2014                   | Spellbound                                                   | KR27 (2 Wo.)KR | — | Erstveröffentlichung: 2014 Verkäufe KR: + 136.338 |
| 2018                   | The Chance of Love New Chapter #1: The Chance of Love        | KR30 (3 Wo.)KR | — | Erstveröffentlichung: 2018 |
| 2018                   | Love Line New Chapter #1: The Chance of Love                 | — | — | Erstveröffentlichung: 2018 |
| 2018                   | Truth New Chapter #2: The Truth of Love                      | — | — | Erstveröffentlichung: 2018 |
| 2023                   | Rebel 20&2                                                   | — | — | Erstveröffentlichung: 2023 |
| Japanische Singles     |                                                              | | | |
|                        |                                                              | | | |
| 2004                   | Stay with Me Tonight Heart, Mind and Soul                    | — | JP37 (7 Wo.)JP | Erstveröffentlichung: 27. April 2005 Verkäufe JP: + 10.166, KR: 28.298 lief im Abspann der TV-Show Kusano☆Kid (草野☆キッド) (Memento vom 7. Februar 2009 im Internet Archive) |
| 2005                   | Somebody to Love Heart, Mind and Soul                        | — | JP14 (3 Wo.)JP | Erstveröffentlichung: 13. Juli 2005 Verkäufe JP: + 10.496, KR: 24.413 lief im Abspann der TV-Show Yarisugi Koji (ヤリすぎコージー) |
| 2005                   | My Destiny Heart, Mind and Soul                              | — | JP16 (15 Wo.)JP | Erstveröffentlichung: 2. November 2005 Verkäufe JP: + 16.615, KR: 23.362 lief im Abspann der TV-Show Getsuyou Entertainment (月曜エンタぁテイメント) |
| 2006                   | Asu wa Kuru Kara Heart, Mind and Soul                        | — | JP22 (7 Wo.)JP | Erstveröffentlichung: 8. März 2006 Verkäufe JP: + 11.484, KR: 24.413 lief im Abspann der TV-Show Yarisugi Koji (ヤリすぎコージー) |
| 2006                   | Rising Sun / Heart, Mind and Soul Heart, Mind and Soul       | — | JP22 (6 Wo.)JP | Erstveröffentlichung: 19. April 2006 Verkäufe JP: + 7.672, KR: 8.311 Rising Sun lief im Abspann der TV-Show Shinpai-san und Ikari Oyaji 3 |
| 2006                   | Begin Five in the Black                                      | — | JP15 (5 Wo.)JP | Erstveröffentlichung: 21. Juni 2006 Verkäufe JP: + 17.283, KR: 9.422 lief am Anfang der japanischen Version des K-Dramas Mianhada, Sarang handa (japanischer Titel: Gomen, aishiteru ごめん、愛してる) |
| 2006                   | Sky Five in the Black                                        | — | JP6 (3 Wo.)JP | Erstveröffentlichung: 16. August 2006 Verkäufe JP: + 26.890, KR: 8.341 war Hintergrundmusik in Werbeclips für Baskin-Robbins 31 Ice Cream und music.jp |
| 2006                   | Miss You / ’O’ – Sei.Han.Gou Five in the Black               | — | JP3 (4 Wo.)JP | Erstveröffentlichung: 8. November 2006 Verkäufe JP: + 29.226, KR: 11.645 Miss You wurde in der Werbung für music.jp verwendet, ’O’ – Sei.Han.Gou lief im Abspann der TV-Show Sasuke Mania (サスケマニア) |
| 2007                   | Step by Step / Proud Five in the Black                       | — | JP7 (5 Wo.)JP | Erstveröffentlichung: 24. Januar 2007 Verkäufe JP: + 29.144, KR: 13.468 Step by Step war Titelmelodie für Kazokuzenzai (家族善哉), Proud lief im Abspann der japanischen Version des K-Dramas Lovers in Prague (Peurahaeui Yeonin) (japanischer Titel: Puraha no Koibito プラハの恋人 (Memento vom 8. März 2010 im Internet Archive)) |
| 2007                   | Choosey Lover Five in the Black                              | — | JP9 (6 Wo.)JP | Erstveröffentlichung: 7. März 2007 Verkäufe JP: + 28.116, KR: 9.354 lief am Anfang von Xenos |
| 2007                   | Lovin’ You T                                                 | — | JP2 Gold (Digital) · (12 Wo.)JP | Erstveröffentlichung: 13. Juni 2007 Verkäufe JP: + 50.074, KR: 10.714 lief im Abspann von 2ji chao! (2時っチャオ) |
| 2007                   | Summer (Summer Dream / Song for You / Love in the Ice) T     | — | JP2 Gold · (7 Wo.)JP | Erstveröffentlichung: 1. August 2007 Verkäufe JP: + 124.829, KR: 16.536 Summer Dream wurde verwendet in der Werbung für Baskin-Robbins 31 Ice Cream (Memento vom 6. März 2008 im Internet Archive), Beach house @ sea zoo, mu-mo (ミュゥモ) shop und music.jp; Song for You war in der Werbung für Aeon Shop (イオンの夏ギフト); Love in the Ice lief im Abspann der japanischen Ausstrahlung des K-Dramas Snow Queen (雪の女王)                                      |
| 2007                   | Shine / Ride On T                                            | — | JP2 (6 Wo.)JP | Erstveröffentlichung: 19. September 2007 Verkäufe JP: + 41.978, KR: 12.355 Shine lief im Vorspann des MBS/TBS-Net-Dramas Obanzai |
| 2007                   | Forever Love / Day Moon / Harudaru T                         | — | JP4 (6 Wo.)JP | Erstveröffentlichung: 14. November 2007 Verkäufe JP: + 50.781, KR: 9.494 Forever Love wurde in der Werbung für VERITE verwendet; Day Moon / Harudaru war in Japan Titelmelodie des K-Dramas Air City (エア・シティ) |
| 2007                   | Together T                                                   | — | JP3 (5 Wo.)JP | Erstveröffentlichung: 19. Dezember 2007 Verkäufe JP: + 39.595, KR: 6.235 war Titelmelodie von Cinnamon the Movie |
| 2008                   | Purple Line 1 T                                              | KR72 (4 Wo.)KR | JP1 Gold (Digital) · (9 Wo.)JP | Erstveröffentlichung: 16. Januar 2008 Verkäufe JP: + 48.543, KR: 18.869 wurde in der Werbung für den Chevrolet MW verwendet |
| 2008                   | Two Hearts / Wild Soul The Secret Code                       | — | JP13 (18 Wo.)JP | Erstveröffentlichung: 6. Februar 2008 Verkäufe JP: + 27.116, KR: 10.523 |
| 2008                   | Runaway / My Girlfriend The Secret Code                      | — | JP8 (26 Wo.)JP | Erstveröffentlichung: 13. Februar 2008 Verkäufe JP: + 32.983, KR: 11.266 |
| 2008                   | If …!? / Rainy Night The Secret Code                         | — | JP12 (29 Wo.)JP | Erstveröffentlichung: 27. Februar 2008 Verkäufe JP: + 32.939, KR: 13.518 |
| 2008                   | Close to You / Crazy Life The Secret Code                    | — | JP9 (7 Wo.)JP | Erstveröffentlichung: 5. März 2008 Verkäufe JP: + 21.037, KR: 11.939 |
| 2008                   | Keyword / Maze The Secret Code                               | — | JP7 (16 Wo.)JP | Erstveröffentlichung: 12. März 2008 Verkäufe JP: + 29.122, KR: 12.582 |
| 2008                   | Beautiful You / Sennen Koi Uta The Secret Code               | — | JP1 Gold · (47 Wo.)JP | Erstveröffentlichung: 23. April 2008 Verkäufe JP: + 121.771, KR: 9.831 千年恋歌 in Japan Titelmelodie von The Legend (太王四神記) |
| 2008                   | Dōshite Kimi o Suki ni Natte Shimattandarō? The Secret Code  | — | JP1 ×2Gold + Doppelplatin (Digital) · (34 Wo.)JP                                                                                         | Erstveröffentlichung: 16. Juli 2008 Verkäufe JP: + 120.890, KR: 10.473 |
| 2008                   | Jumon (Mirotic) The Secret Code                              | — | JP1 Gold + Gold (Digital) · (20 Wo.)JP                                                                                                   | Erstveröffentlichung: 15. Oktober 2008 Verkäufe JP: + 91.270 |
| 2009                   | Bolero / Kiss the Baby Sky / Wasurenaide The Secret Code     | — | JP1 Gold + Gold (Digital) · (13 Wo.)JP                                                                                                   | Erstveröffentlichung: 21. Januar 2009 Verkäufe JP: + 110.717, KR: 23.000 Bolero ist die Titelmelodie des Kinofilms Subaru (昴); Kiss the Baby Sky wurde von TVXQ’s Micky Yoochun geschrieben und komponiert. Das Lied wurde als Titelmelodie für die Wettervorhersage der japanischen Show Zoom In verwendet; 忘れないで wurde von TVXQ’s Hero Jaejoong geschrieben und komponiert, es wurde als Hintergrundmusik für die Werbung der Menard Kosmetik Serie verwendet |
| 2009                   | Survivor The Secret Code                                     | — | JP3 Gold + Gold (Digital) · (35 Wo.)JP                                                                                                   | Erstveröffentlichung: 11. März 2009 Verkäufe JP: + 100.313, KR: 10.469 Vorabsingle des vierten Albums |
| 2009                   | Share the World / We Are! Best Selection 2010                | — | JP1 ×3Gold + Dreifachplatin (Digital) · (45 Wo.)JP                                                                                       | Erstveröffentlichung: 22. April 2009 · Verkäufe JP: + 180.826, KR: 8.432 · Share the World und ウィーアー! liefen im Vorspann, 明日は来るから im Abspann der Anime-Serie One Piece · + JP: ×2Doppelplatin (Klingelton) , + JP: Gold (Mobile Downloads We Are!) |
| 2009                   | Stand by U Best Selection 2010                               | — | JP2 Gold + Platin (Digital) · (34 Wo.)JP                                                                                                 | Erstveröffentlichung: 1. Juli 2009 Verkäufe JP: + 233.057, KR: 7.342 |
| 2010                   | Break Out! Best Selection 2010                               | KR3 (3 Wo.)KR | JP1 Platin + Gold (Digital) · (12 Wo.)JP                                                                                                 | Erstveröffentlichung: 27. Januar 2010 Verkäufe JP: + 289.412 |
| 2010                   | Toki o Tomete Best Selection 2010                            | KR2 (1 Wo.)KR | JP1 Platin · (20 Wo.)JP | Erstveröffentlichung: 24. März 2010 Verkäufe JP: + 228.448 |
| 2011                   | Why? (Keep Your Head Down) Tone                              | KR5 (2 Wo.)KR | JP1 Platin + Platin (Digital) · (20 Wo.)JP                                                                                               | Erstveröffentlichung: 26. Januar 2011 · Verkäufe JP: + 286.056 · + JP: Gold (Mobile Downloads) |
| 2011                   | Superstar Tone                                               | KR8 (2 Wo.)KR | JP2 Gold · (15 Wo.)JP | Erstveröffentlichung: 20. Juli 2011 Verkäufe JP: + 184.317 |
| 2011                   | Winter Rose / Duet (Winter Version) Time / Tone              | KR4 (2 Wo.)KR | JP2 Gold · (14 Wo.)JP | Erstveröffentlichung: 30. November 2012 Verkäufe JP: + 153.580 |
| 2012                   | Still Time                                                   | KR6 (2 Wo.)KR | JP1 Gold · (10 Wo.)JP | Erstveröffentlichung: 14. März 2012 Verkäufe JP: + 160.791 |
| 2012                   | Android Time                                                 | KR16 (2 Wo.)KR | JP1 Gold · (9 Wo.)JP | Erstveröffentlichung: 11. Juli 2012 Verkäufe JP: + 175.544 |
| 2013                   | Catch Me -If you wanna- Time                                 | KR7 (1 Wo.)KR | JP1 Gold + Gold (Digital) · (9 Wo.)JP | Erstveröffentlichung: 16. Januar 2013 Verkäufe JP: + 156.537 |
| 2013                   | Ocean Tree                                                   | KR10 (2 Wo.)KR | JP2 Gold · (10 Wo.)JP | Erstveröffentlichung: 12. Juni 2013 Verkäufe JP: + 159.163 |
| 2013                   | Scream Tree                                                  | — | JP2 Gold · (9 Wo.)JP | Erstveröffentlichung: 4. September 2013 Verkäufe JP: + 145.628 |
| 2013                   | Very Merry Xmas Tree                                         | — | JP2 Gold · (9 Wo.)JP | Erstveröffentlichung: 27. November 2013 Verkäufe JP: + 133.058 |
| 2014                   | Hide & Seek / Something Tree                                 | — | JP2 Gold · (6 Wo.)JP | Erstveröffentlichung: 5. Februar 2014 Verkäufe JP: + 119.291 |
| 2014                   | Sweat / Answer With                                          | — | JP2 Gold · (8 Wo.)JP | Erstveröffentlichung: 11. Juni 2014 Verkäufe JP: + 140.300 |
| 2014                   | Time Works Wonders With                                      | — | JP2 Gold · (7 Wo.)JP | Erstveröffentlichung: 5. November 2014 Verkäufe JP: + 115.877 |
| 2015                   | Sakuramichi Fine Collection: Begin Again                     | — | JP2 Gold · (11 Wo.)JP | Erstveröffentlichung: 25. Februar 2015 Verkäufe JP: + 158.131 |
| 2017                   | Reboot Tomorrow                                              | — | JP2 Gold · (9 Wo.)JP | Erstveröffentlichung: 20. Dezember 2017 Verkäufe JP: + 152.410 |
| 2018                   | Road Tomorrow                                                | — | JP2 Gold · (9 Wo.)JP | Erstveröffentlichung: 25. Juli 2018 Verkäufe JP: + 92.924 |
| 2018                   | Jealous XV                                                   | — | JP1 Gold · (10 Wo.)JP | Erstveröffentlichung: 21. November 2018 Verkäufe JP: + 101.649 |
| 2019                   | Hot Hot Hot / Mirrors XV                                     | — | JP2 (10 Wo.)JP | Erstveröffentlichung: 31. Juli 2019 Verkäufe JP: + 64.878 |
| 2020                   | Manazashi –                                                  | — | JP3 (9 Wo.)JP | Erstveröffentlichung: 22. Januar 2020 Verkäufe JP: + 62.843 |
| 2020                   | Small Talk –                                                 | — | — | Erstveröffentlichung: 2020 Verkäufe JP: + 9.786 |
| 2022                   | Utsuro –                                                     | — | JP2 (14 Wo.)JP | Erstveröffentlichung: 17. August 2022 |
| 2023                   | Parallel Paralle –                                           | — | JP3 (16 Wo.)JP | Erstveröffentlichung: 1. Februar 2023 Verkäufe JP: + 30.347 |
| 2023                   | Lime & Lemon –                                               | — | JP2 (5 Wo.)JP | Erstveröffentlichung: 28. Juni 2023 Verkäufe JP: + 34.432 |
| 2024                   | Sweet Surrender Zone                                         | — | — | Erstveröffentlichung: 2024 |

grau schraffiert: keine Chartdaten aus diesem Jahr verfügbar
Weitere Singles
- 2009: Amaku Hateshinaku (JP: Gold (Digital))
- 2011: B.U.T (BE-AU-TY) (JP: Gold (Digital))

### Videoalben
| Jahr                      | Titel                                                                     | Höchstplatzierung, Gesamtwochen, AuszeichnungChartsChartplatzierungen (Jahr, Titel, Platzierungen, Wochen, Auszeichnungen, Anmerkungen) | Anmerkungen                                                             |
| Jahr                      | Titel                                                                     | JP | Anmerkungen                                                             |
| ------------------------- | ------------------------------------------------------------------------- | --- | ----------------------------------------------------------------------- |
| Südkoreanische Videoalben |                                                                           | |                                                                         |
|                           |                                                                           | |                                                                         |
| 2005                      | Rising Sun Showcase                                                       | — | Erstveröffentlichung: 2. November 2005                                  |
| 2006                      | All About TVXQ!                                                           | JP26 (69 Wo.)JP | Erstveröffentlichung: 27. Februar 2006 Verkäufe JP: + 16.597            |
| 2007                      | The 1st Live Concert "Rising Sun"                                         | JP14 (61 Wo.)JP | Erstveröffentlichung: 18. Januar 2007                                   |
| 2007                      | All About TVXQ! Season 2                                                  | — | Erstveröffentlichung: 21. November 2007 Verkäufe JP: + 13.148           |
| 2008                      | The 2nd Asia Tour Concert "O"                                             | — | Erstveröffentlichung: 3. Januar 2008                                    |
| 2009                      | The 3rd Asia Tour Concert "Mirotic"                                       | JP2 (46 Wo.)JP | Erstveröffentlichung: 30. Dezember 2009 Verkäufe KR: 12.576             |
| 2009                      | All About TVXQ! Season 3                                                  | — | Erstveröffentlichung: 14. August 2009 Verkäufe KR: 14.130, JP: + 79.000 |
| 2013                      | Catch Me – Production Note                                                | — | Erstveröffentlichung: 27. Dezember 2013                                 |
| 2014                      | The 4th World Tour "Catch Me" in Seoul                                    | — | Erstveröffentlichung: 14. August 2014 Verkäufe KR: 7.689, JP: 5.230     |
| 2015                      | Special Live Tour in Seoul "T1ST0RY"                                      | — | Erstveröffentlichung: 29. Mai 2015                                      |
| 2019                      | TVXQ! Concert Circle #welcome                                             | — | Erstveröffentlichung: 27. März 2019                                     |
| Japanische Videoalben     |                                                                           | |                                                                         |
|                           |                                                                           | |                                                                         |
| 2006                      | History in Japan Vol. 1                                                   | JP49 (43 Wo.)JP | Erstveröffentlichung: 23. März 2006 Verkäufe JP: 95.096                 |
| 2006                      | 1st Live Tour 2006 ~Heart, Mind and Soul~                                 | JP5 (75 Wo.)JP | Erstveröffentlichung: 4. Oktober 2006 Verkäufe JP: 95.096               |
| 2007                      | History in Japan Vol. 2                                                   | JP10 (57 Wo.)JP | Erstveröffentlichung: 28. März 2007 Verkäufe JP: 11.414                 |
| 2007                      | 2nd Live Tour 2007 ~Five in the Black~                                    | JP4 Gold · (109 Wo.)JP | Erstveröffentlichung: 26. September 2007 Verkäufe JP: 163.856           |
| 2008                      | History in Japan Vol. 3                                                   | JP5 (83 Wo.)JP | Erstveröffentlichung: 12. März 2008 Verkäufe JP: 53.000                 |
| 2008                      | 3rd Live Tour 2008 ~T~                                                    | JP2 Gold · (119 Wo.)JP | Erstveröffentlichung: 6. August 2008 Verkäufe JP: 204.127               |
| 2009                      | 4th Live Tour 2009 ~The Secret Code~ Final in Tokyo Dome                  | JP1 Gold · (98 Wo.)JP | Erstveröffentlichung: 30. September 2009 Verkäufe JP: 315.203           |
| 2009                      | History in Japan Vol. 4                                                   | JP3 Gold · (41 Wo.)JP | Erstveröffentlichung: 28. Oktober 2009 Verkäufe JP: 110.000             |
| 2010                      | Video Clip Collection -The One-                                           | JP1 Gold · (69 Wo.)JP | Erstveröffentlichung: 17. März 2010 Verkäufe JP: 179.004                |
| 2010                      | Tohoshinki History In Japan Special                                       | JP1 (6 Wo.)JP | Erstveröffentlichung: 29. September 2010 Verkäufe JP: 69.215            |
| 2010                      | Zoom Shika Shiranai Tohoshinki DVD                                        | JP3 (8 Wo.)JP | Erstveröffentlichung: 29. September 2010 Verkäufe JP: 61.226            |
| 2012                      | Live Tour 2012 ~Tone~ Tohoshinki’s Perfect Live Performance in Tokyo Dome | JP1 Gold · (39 Wo.)JP | Erstveröffentlichung: 25. Juli 2012 Verkäufe JP: 231.891                |
| 2012                      | Bigeast Fanclub Event 2012 – The Mission                                  | — | Erstveröffentlichung: 19. September 2012                                |
| 2012                      | We are T ～First Memories～                                               | — | Erstveröffentlichung: 19. Dezember 2012                                 |
| 2013                      | Live Tour 2013 ~Time~                                                     | JP1 Gold · (13 Wo.)JP | Erstveröffentlichung: 23. Oktober 2013 Verkäufe JP: 184.552             |
| 2013                      | Live Tour 2013 ~Time~ Final in Nissan Stadium                             | JP1 Gold · (17 Wo.)JP | Erstveröffentlichung: 18. Dezember 2013 Verkäufe JP: 133.069            |
| 2014                      | Bigeast Fanclub Event 2013 – The Mission II                               | — | Erstveröffentlichung: 23. April 2014                                    |
| 2014                      | Live Tour 2014 ~Tree~                                                     | JP1 Gold · (16 Wo.)JP | Erstveröffentlichung: 27. August 2014 Verkäufe JP: 166.803              |
| 2015                      | Live Tour 2015 ~With~                                                     | JP1 Gold · (16 Wo.)JP | Erstveröffentlichung: 19. August 2015 Verkäufe JP: 161.193              |
| 2016                      | We are T ～Second Memories～                                              | — | Erstveröffentlichung: 24. Februar 2016                                  |
| 2018                      | Live Tour 2017 ~Begin Again~                                              | JP1 Gold · (32 Wo.)JP | Erstveröffentlichung: 28. März 2018 Verkäufe JP: 93.789                 |
| 2018                      | Live Tour 2017 ~Begin Again~ Special Edition in Nissan Stadium            | JP1 (13 Wo.)JP | Erstveröffentlichung: 19. Dezember 2018 Verkäufe JP: 70.000             |
| 2019                      | Live Tour 2018 ~Tomorrow~                                                 | JP1 (24 Wo.)JP | Erstveröffentlichung: 27. März 2019                                     |
| 2021                      | Live Tour 2019 ~XV~                                                       | JP2 (18 Wo.)JP | Erstveröffentlichung: 24. Februar 2021                                  |
| 2023                      | Live Tour 2023 ～Classyc～                                                | JP2 (11 Wo.)JP | Erstveröffentlichung: 1. November 2023                                  |

### Auszeichnungen für Musikverkäufe
Anmerkung: Auszeichnungen in Ländern aus den Charttabellen bzw. Chartboxen sind in ebendiesen zu finden.
| Land/RegionAuszeichnungen für Musikverkäufe (Land/Region, Auszeichnungen, Verkäufe, Quellen) | Gold       | Platin       | Verkäufe  | Quellen        |
| -------------------------------------------------------------------------------------------- | ---------- | ------------ | --------- | -------------- |
| Japan (RIAJ)                                                                                 | 51× Gold51 | 19× Platin19 | 9.850.000 | riaj.or.jp JP2 |
| Insgesamt                                                                                    | 51× Gold51 | 19× Platin19 |           |                |